# Конайлле Муйрхемне

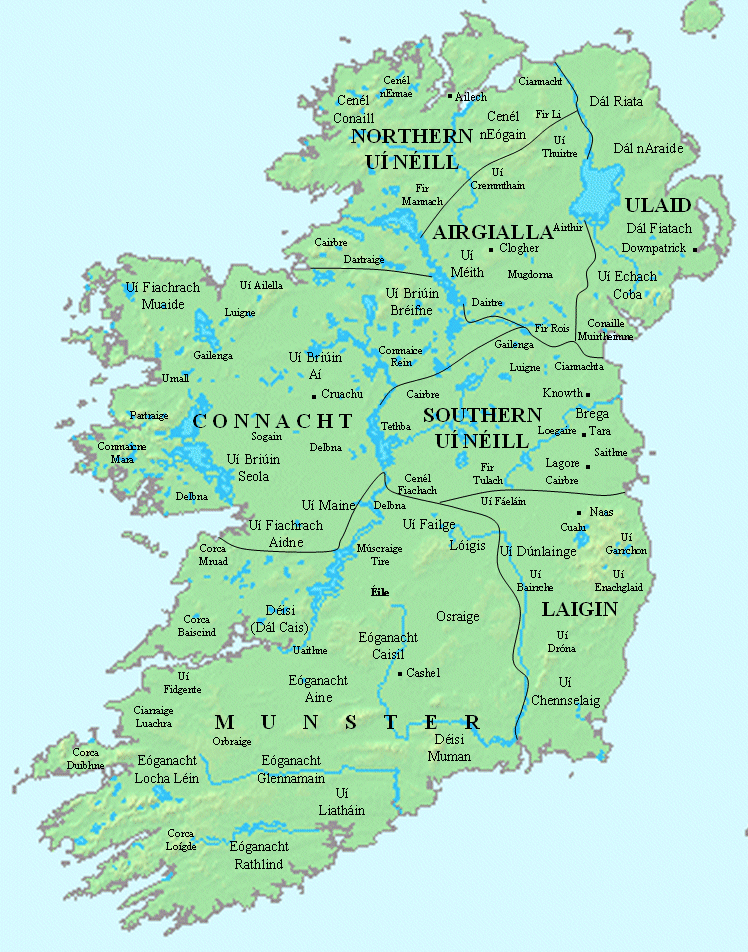
Племена та королівства в Ірландії в ранньому середньовіччі.

Конайлле Муйрхемне - (ірл. - Conaille Muirthemne) – васальне королівство в середньовічній Ірландії, що існувало в 688 – 1107 роках на території північно-східної Ірланідії, на території королівства Улад (Ольстер), переважно на території нинішнього графства Лаут. 

#### Історія королівства
Королівство Конайлле Муйрхемне і відповідний клан, що ним володів, входило до складу більшого королівства Улад, що в свою чергу було у васальній залежності від верховного короля Ірландії, хоча це підпорядкування було в середньовічній Ірландії по суті номінальним і умовним. Королівство згадується в «Лебор на г-Керт» - «Книзі прав» (ірл. - Lebor na gCeart), в якій перераховано королівства «яким король віддав належне в Уладі». Також сказано, що король Уладу «заборгував королівству – героїчному королю Конайлле Муйрхемне шість круглих кубків, повних пива, десять кораблів Героя Ельги, десять коней і десять плащів».
Поширена думка, що круїтні, які населяли це королівство походять від піктів – давнього населення Шотландії. Відносно цього питання – племені круїтні в Ірландії знаходимо цікаві згадки в літописах: «Дубалтах МакФірбісіг (ірл. - Dubhaltach MacFhirbhisigh) сказав, що до круїтні належать королівство Дал н-Арайде, сім Лайгсі (ірл. – Laighsi) з Ленстера, сім Согайн Ейре (ірл. – Soghain Éire), кожен з Конайлл Ейрінн (ірл. - Conaill Eirinn)». Про це королівство літописці та середньовічні історики писали, що королівство  Конайлле Муйрхемне «протягом всієї своєї історії було в стані війни з Айргіалла (ірл. – Oirghialla) та О’Нейллами (ірл. - Uí Néill), іноді навіть зі своїми союзниками в королівстві Улад».
Королівство справді постійно ворогувало і воювало і зі своїми сусідами – королівством Айргіалла та королівствами Уладу: Дал Ріада, Дал н-Арайде, Дал Фіатах, Ві Ехах Кобо, з впливовим кланом О’Нейллів та з різними верховними королями Ірландії не залежно від їх походження. 
Останній король Конайлле Муйрхемне помер у 1081 році, але у 1107 році Фергус, син короля Конайлле Муйрхемне був вбитий у битві на землях Ві Бресіл Маха (ірл. - Uí Breasil Macha). Судячи по всьому королівство ще деякий час зберігало свою незалежність. Але сусіднє королівство Айргіалла взяло землі королівства Конайлле Муйрхемне під свій контроль. І починаючи з 1130 року Доннхад Ва Кербайлл (ірл. - Donnchad Ua Cerbaill) – король Аргіалли включив землі королівства до складу свого королівства. 
У літописах за 1153 рік зазначається, що верховний король Ірландії Домналл Мак Лохлайнн (ірл. - Domhnall Mac Lochlainn) розграбував і спалив королівство Конайлле Муйрхемне.
Є версія, що засновниками династії королів Конайлле Муйрхемне були королі Уладу, вказують на Еойна МакНейлла (ірл. - Eoin MacNeill), що мав титул король Уладу та Ерайнн, вказують на Коналла Ангоннаха (ірл. - Conall Anglonnach) сина Деду мак Сіна (ірл. - Dedu mac Sin). Їх зв'язок з племенем круїтні можливо був плодом пізніших домислів літописців. 
Від клану Конайлле Муйрхемне походить нинішнє ірландське прізвище Коннолі (ірл. – Connolly).

#### Георгафічний опис королівства в літописах
У середньовічних ірландських джерелах знаходимо такий опис географії королівства:
«Доки це королівство не потрапило під владу клану О’Каррол (ірл. - O'Carrol) воно було розділене між трьома меншими королівствами півдня. На півдні лежало королівство Фір Арда (ірл. - Fir Arda Ciannacht), від цього і походить назва Феррард. … На сході від королівства було королівство Айргіалла з меншим королівством Фір Ройс (ірл. - Fir Roise). … Королівство лежало на рівнині, що називалась Маг Муйрхеймне (ірл. - Mag Muirtheimne). Площа землі королівства була рівна землі баронства Дундалк (ірл. – Dundalk) разом з приходом Дромскін (ірл. – Dromiskin). Землі на північному заході – в Лауті та північному сході – Куайлге (ірл. – Cuailgne), тобто Кулі, змінювали своїх володарів…»

#### Королі Конайлле Муйрхемне 688 – 1107 років.
Варкрайде ва Оссені (ірл. - Uarcraide ua Osseni) (пом. 688)
Амалгайд мак Кахасайг (ірл. - Amalgaid mac Cathasaig) (пом. 741)
Фагалл (Фаллах) Фінн мак Енгусса (ірл. - Fagall (Fallach) Finn mac Oengusa) (пом. 743)
Фойдменн мак Фаллайг (ірл. - Foidmenn mac Fallaig/Fallomain) (пом. 752)
Варгал (Варгалах) мак Вахтбрайн (ірл. - Uargal (Uargalach) mac Uachtbrain) (пом. 765)
Слуагадах мак Варгалайг (ірл. - Sluagadach mac Uargalaig) (пом. 789)
Фіахайн (ірл. – Fiachain) (пом. 792)
Спелан мак Слуагадайг (ірл. - Spelan mac Sluagadaig) (пом. 824)
Маел Брігте мак Спелайн (ірл. - Mael Brigte mac Spelain) (пом. 869)
Гайбріх май Майл Брігте (ірл. - Gairbith mac Mail Brigte) (пом. 878)
Кіблехан мак Майл Брігте (ірл. - Ciblechan mac Mail Brigte) (пом. 890)
Маел Морда мак Гайрбіха (ірл. - Mael Morda mac Gairbitha) (пом. 891)
Конглах мак Гайрбіха (ірл. - Conglach mac Gairbitha) (пом. 913)
Доммналл мак Гайрбіха (ірл. - Dommnall mac Gairbitha) (пом. 914)
Маел Брігте мак Кіблехайн (ірл. - Mael Brigte mac Ciblechain) (пом. 914)
Спелан мак Конгалайг (ірл. - Spelan mac Congalaig) (пом. 923)
Кронгілла мак Куйленнайн (ірл. - Crongilla mac Cuilennain) (пом. 937)
Мак Етіг мак Куйленнайн (ірл. - Mac Etig mac Cuilennain) (пом. 951)
Кінаед мак Кронгілла (ірл. - Cinaed mac Crongilla) (пом. 970)
Конгалах мак Майк Етіг (ірл. - Congalach mac Meic Etig) (пом. 988)
Матудан мак Кінаеда (ірл. - Matudan mac Cinaeda) (пом. 996)
Гілла Кріст ва Куйленнайн (ірл. - Gilla Crist ua Cuilennain) (пом. 999)
Муйредах (ірл. – Muiredach) (пом. 1005)
Ін Геркке (ірл. - In Gercce) (пом. 1005)
Крінан мак Гормлада (ірл. - Crinan mac Gormlada) (пом. 1012)
Кінаед мак Ін Гейркке (ірл. - Cinaed mac In Geircce) (пом. 1029)
Домналл мак Гілла Хріст (ірл. - Domnall mac Gilla Christ) (пом. 1052)
кінаед мак Мейк Одормайк (ірл. - Cinaed mac meic Odormaic) (пом. 1066)
Мак Ві Хреодайн (ірл. - Mac Ui Threodain) (пом. 1078)
Мак Ін Гейркке (ірл. - Mac In Geircce) (пом. 1081)